# Region Östergötland

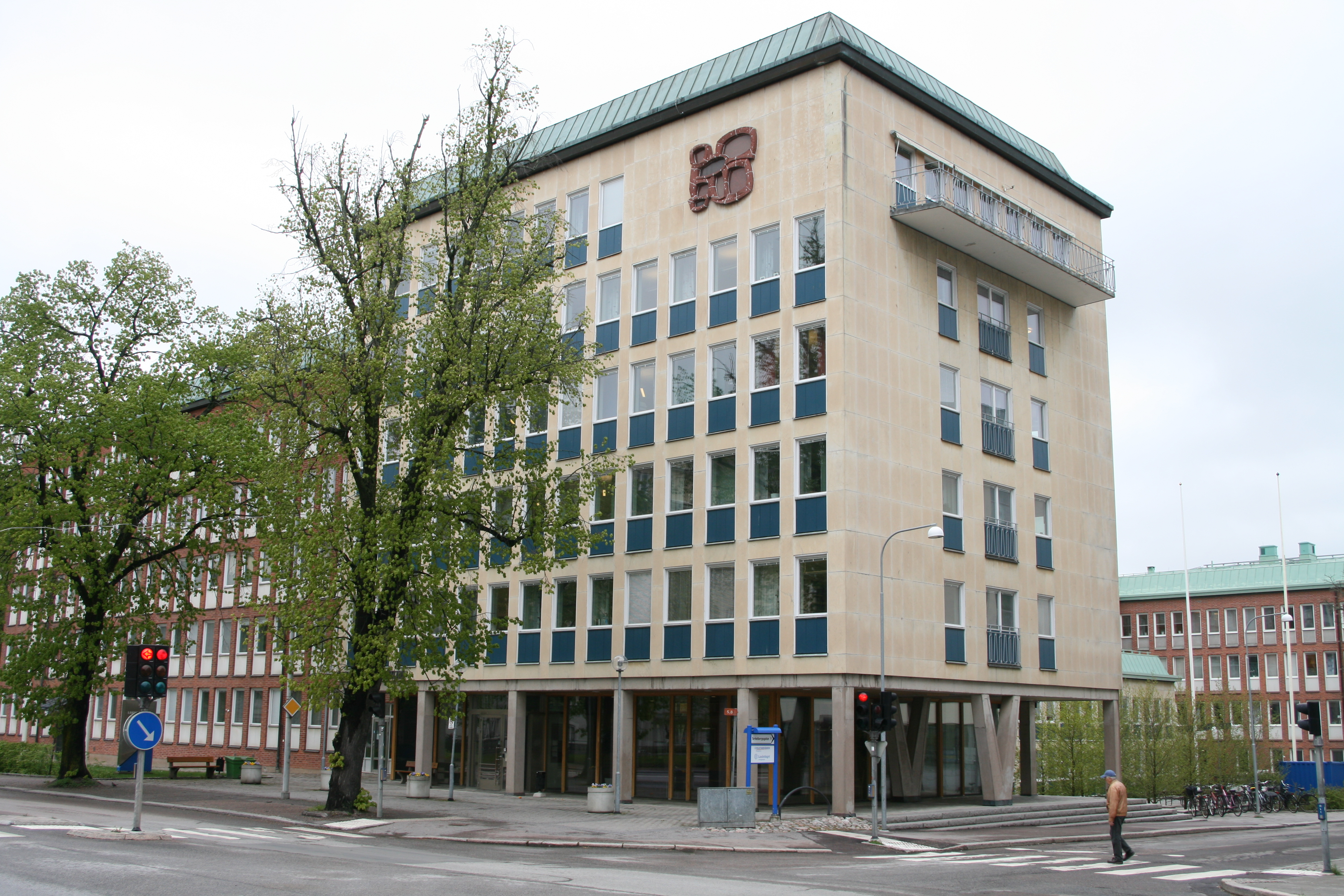
Landstingshuset, Sankt Larsgatan, Linköping, ritat av arkitekt Herbert Brunskog.

Region Östergötland, tidigare Östergötlands läns landsting, är en region för de 472 446 invånarna i Östergötlands län. Region Östergötland ansvarar för hälso- och sjukvård samt tandvård. Förutom detta har regionen även ett ansvar för den regionala utvecklingen i länet och regionen. Regionen står också för allmänna kommunikationer mellan länets kommuner och bedriver även kulturell verksamhet. Regionen bildades 1 januari 2015 genom en ombildning av landstinget Östergötland.

## Sjukhus
- Universitetssjukhuset i Linköping
- Vrinnevisjukhuset i Norrköping
- Lasarettet i Motala

## Kollektivtrafik
Region Östergötland är regional kollektivtrafikmyndighet för länet. Det operativa ansvaret för kollektivtrafiken ligger hos dotterbolaget Östgötatrafiken.

## Kultur
Östergötlands länsmuseum ska vara med att bedriva och främja kulturminnesvård och övrig museal verksamhet liksom annan förenlig verksamhet, även förvalta dess fastigheter samt utveckla museiverksamheten.

## Politik
Den nuvarande mandatperioden sträcker sig från den 15 oktober 2022 till och med den 14 oktober 2026. I regionfullmäktige är åtta partier representerade. Moderaterna, Kristdemokraterna och Liberalerna styr med stöd av Sverigedemokraterna. Oppositionen består av Socialdemokraterna, Centerpartiet, Vänsterpartiet och Miljöpartiet.

### Regionfullmäktige 2022–2026
Nils Babtist (L) regionfullmäktiges ordförande
Elvira Wibeck (KD) 1:e vice ordförande
Rebecca Hägg (S) 2:e vice ordförande

### Regionstyrelsen presidium 2022–2026
Marie Morell (M) regionråd, regionstyrelsens ordförande
Andreas Westöö (L) regionråd, 1:e vice ordförande
Kaisa Karro (S) oppositionsråd, 2:e vice ordförande

### Mandatfördelning i valen 1916-1966
| 12 | 9 | 41 |

| 14 | 6 | 8 | 33 |

| 21 | 12 | 10 | 11 |

| 54 |

| 21 | 13 | 5 | 16 |

| 53 |

| 24 | 11 |  |  | 15 |

| 53 |

| 24 | 8 |  | 20 |

| 54 |

| 26 | 9 | 19 |

| 54 |

| 32 | 8 |  | 12 |

| 51 |

| 33 | 10 |  | 11 |

| 50 |

|  | 32 | 12 | 5 | 7 |

| 52 |

| 32 | 9 | 9 | 6 |

| 51 |

| 35 | 9 | 12 | 9 |

| 56 | 9 |

| 35 | 9 | 7 | 13 |

| 57 |

| 36 | 11 | 9 | 9 |

| 56 | 9 |

|  | 43 | 15 | 12 | 13 |

### Mandatfördelning i valen 1970–2022
|  | 45 | 19 | 11 | 10 |

| 70 | 17 |

|  | 43 | 23 | 6 |  | 12 |

| 68 | 19 |

|  | 45 | 21 | 9 | 15 |

| 68 | 25 |

| 4 | 45 | 17 | 9 | 18 |

| 65 | 28 |

|  | 52 | 16 | 5 | 24 |

| 68 | 33 |

|  | 50 | 12 | 13 | 22 |

| 67 | 34 |

|  | 47 |  | 13 | 12 |  | 18 |

| 63 | 38 |

|  | 42 | 11 | 11 | 9 | 24 |

| 62 | 39 |

| 5 | 50 |  | 9 | 7 | 5 | 21 |

| 55 | 46 |

| 10 | 40 | 5 | 6 | 5 | 12 | 23 |

| 48 | 53 |

| 8 | 44 |  | 7 | 11 | 10 | 17 |

| 51 | 50 |

| 5 | 35 | 5 | 12 | 7 | 7 | 7 | 23 |

| 55 | 46 |

| 5 | 35 | 7 |  | 8 | 6 | 6 | 5 | 25 |

| 52 | 49 |

| 6 | 37 | 7 | 10 | 6 | 6 | 6 | 23 |

| 54 | 47 |

| 8 | 31 |  | 13 | 8 | 6 | 8 | 23 |

| 54 | 47 |

| 9 | 32 |  | 16 | 6 | 5 | 8 | 22 |

### Valkretsar
Östergötlands län är indelat i fem valkretsar vid val till regionfullmäktige.
- Första valkretsen: Linköpings kommun
- Andra valkretsen: Norrköpings kommun
- Tredje valkretsen: Söderköpings kommun, Valdemarsviks kommun, Åtvidabergs kommun, Kinda kommun
- Fjärde valkretsen: Mjölby kommun, Vadstena kommun, Ödeshögs kommun, Boxholms kommun, Ydre kommun
- Femte valkretsen: Motala kommun, Finspångs kommun

## Historia
Genom ett riksdagsbeslut 1862 inrättades de svenska landstingen, och började sin verksamhet 1863. Till hundraårsjubileet utgav Östergötlands läns landsting en historik författad av Robert Myrdal och ett porträttgalleri över de förtroendevalda.
Landstinget Östergötland ombildades 1 januari 2015 till Region Östergötland.
Landstingsstyrelsens ordförande genom åren
- 1863 - Gustaf af Ugglas
- 1864-1870 - Fredrik Alexander Funck
- 1871 - Johan Gustaf Swartz (1819-1885, grosshandlare i Norrköping)
- 1872 - Fredrik Alexander Funck
- 1873-1878 - Carl Edvard Ekman
- 1879 - Robert De la Gardie
- 1880-1886 - Carl Edvard Ekman
- 1887-1893 - Robert De la Gardie
- 1894-1897 - John Örwall
- 1898-1912 - Niklas Fosser
- 1913-1918 - Philip Klingspor
- 1919-1927 - Theodor Adelswärd
- 1928-1938 - David Pettersson
- 1939-1946 - Erik Josef Ericsson (1877-1960, Finspång)
- 1947-1951 - Gottfrid Karlsson
- 1952- - Fridolf Thapper
- (1984) - Bengt Tägtström (född 1923)
- (1995 och 1998) - Bo Pettersson
- (2001 och 2004) - Paul Håkansson
- (2009) - Marie Morell
- (2018) - Kaisa Karro
- (2022) - Marie Morell